# 上田市立真田中学校
上田市立真田中学校（うえだしりつさなだちゅうがっこう）は、長野県上田市真田町に所在する公立中学校。

## 概要
旧真田町では町内で唯一の中学校であった。標高678mに位置する。

## 沿革
- 1955年 - 小県郡本原村（本原中学校）・長村（長中学校）・傍陽村（傍陽中学校）の3併設中学校の統合により組合立真田中学校として開校。
- 1958年 - 村立長小学校、小県郡長村・傍陽村・本原村組合立真田中学校の菅平分校が独立。小県郡長村立菅平小中学校（後の上田市立菅平小中学校）が開校。
- 2006年 - 上田市への合併に従い、上田市立真田中学校と改称。

## 著名な出身者
- 塩沢勝吾（サッカー選手）
- 高寺望夢（野球選手）